# Estação Ferroviária de Ermida

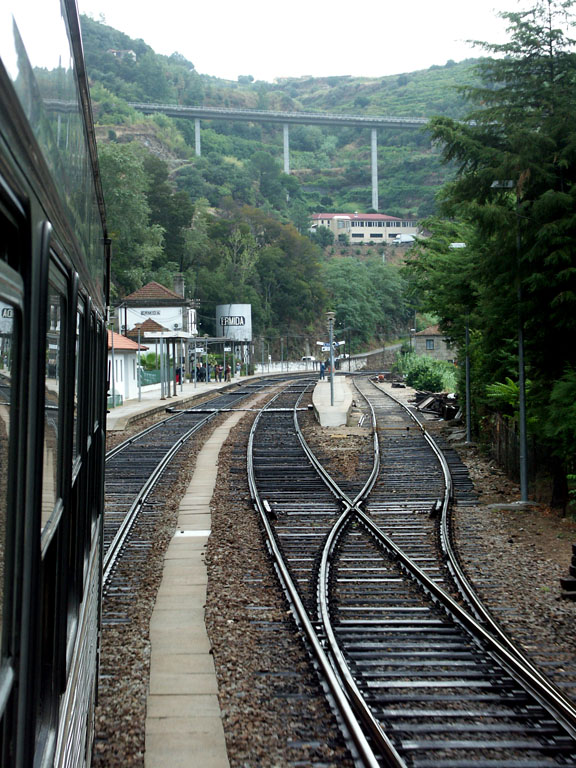
A estação de Ermida, em 2006.

A Estação Ferroviária de Ermida é uma infra-estrutura da Linha do Douro, que serve a localidade de Ermida, no concelho de Baião, em Portugal.

## Descrição

### Localização e acessos
Situa-se no Lugar da Ermida, na freguesia de Santa Marinha do Zêzere.

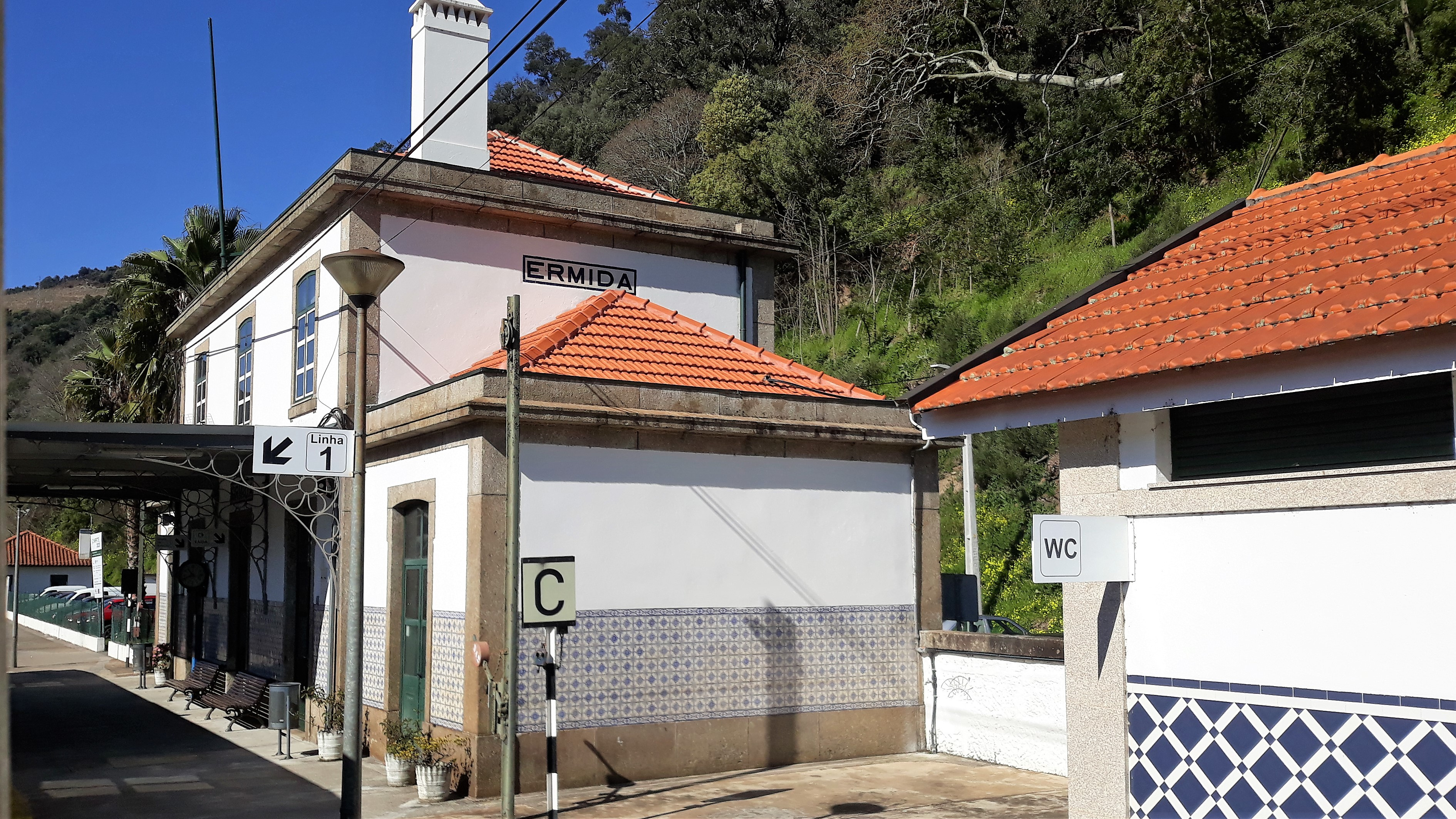
A estação de Ermida, em 2019.

### Infraestrutura
Esta interface apresenta duas vias de circulação, identificadas como I e II, ambas com 258 m de extensão, cada uma acessível por plataforma — estas têm respetivamente 220 e 145 m de comprimento e têm ambas um segmento de 80 m com altura de 685 mm de altura, tendo o restante 400 e 300 mm, reprtivamente; existe ainda uma via secundária, identificada como III, com comprimento de 175 m. O edifício de passageiros situa-se do lado norte da via (lado esquerdo do sentido ascendente, a Barca d’Alva). Em Outubro de 2003, a Rede Ferroviária Nacional disponibilizava um serviço de informação ao público nesta interface.

### Serviços
Em dados de 2023, esta interface é servida por comboios de passageiros da C.P. de tipos regional e inter-regional, tipicamente com doze circulações diárias em cada sentido, entre o Porto (Campanhã ou São Bento) ou Marco de Canaveses e Pocinho ou Régua ou Pinhão.

## História

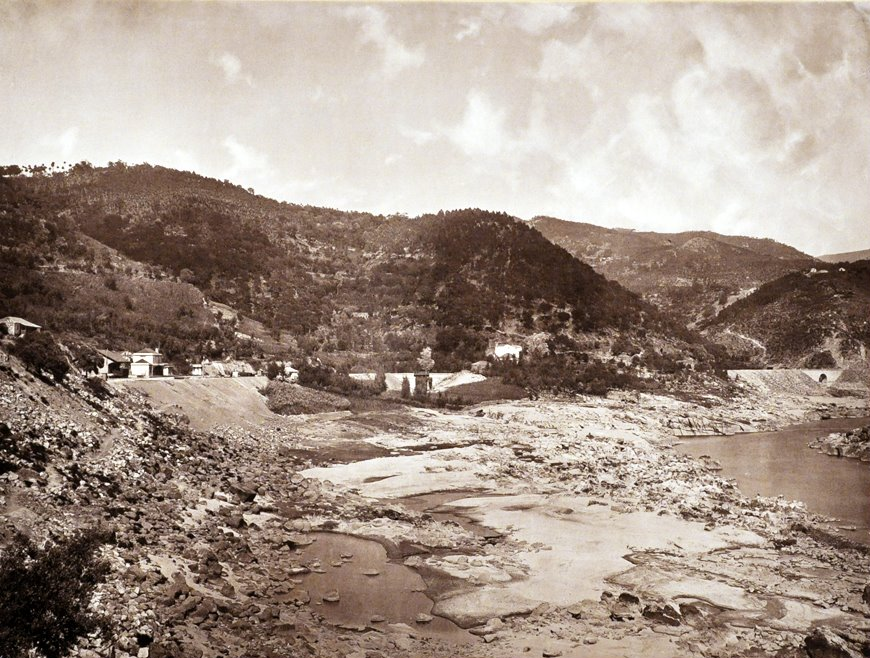
A estação da Ermida, nos primeiros anos.

Esta interface faz parte do lanço da Linha do Douro entre as estações de Juncal e Régua, que abriu à exploração em 15 de Julho de 1879.
Em 11 de Maio de 1927, os Caminhos de Ferro do Estado foram integrados na Companhia dos Caminhos de Ferro Portugueses, que passou a explorar as antigas linhas estatais, incluindo a do Douro.
Em Janeiro de 2011, apresentava duas vias de circulação, ambas com 376 m de comprimento; as duas plataformas tinham 220 e 150 m de comprimento, e uma altura de 40 cm — valores mais tarde alterados para os atuais.

A 21 de Novembro de 2022, um comboio InterRegional da Linha do Douro descarrilou às 07:05 ao embater em pedras caídas na via devido ao mau tempo. O alerta foi dado às 07:35 e o tráfego no troço entre Rede e Ermida foi suspenso.